# ویکتور سیگانکوف
ویکتور سیگانکوف (اوکراینی: Віктор Віталійович Циганков؛ زادهٔ ۱۵ نوامبر ۱۹۹۷) بازیکن فوتبال اهل اوکراین است.
از باشگاه‌هایی که در آن بازی کرده‌است می‌توان به باشگاه فوتبال دینامو کی‌یف اشاره کرد.
وی همچنین در تیم‌های ملی فوتبال زیر ۲۱ سال اوکراین، و اوکراین بازی کرده‌است.